# ShadyXV
『シェイディ・フィフティーン』（'ShadyXV'）は、エミネム主宰レーベルシェイディ・レコードの2枚目の、コンピレーション・アルバム。2014年発売。

## 収録曲
Disc X
1. シェイディ・フィフティーン (エミネム) - ShadyXV (Eminem) [5:02]
2. サイコパス・キラー (スローターハウス、イェラウルフ Feat.エミネム) - Psychopath Killer (Slaughterhouse, Yelawolf Feat. Eminem) [5:20]
3. ダイ・アローン (エミネム) - Die Alone (Eminem) [3:36]
4. ヴェガス (バッド・ミーツ・イーヴィル) - Vegas (Bad Meets Evil) [5:36]
5. ヤ・オール・レディ・ノウ (スローターハウス) - Y'all Ready Know (Slaughterhouse) [3:51]
6. ガッツ・オーヴァー・フィアー (エミネム) - Guts Over Fear (Eminem) [5:01]
7. ダウン (イェラウルフ) - Down (Yelawolf) [3:27]
8. ベイン (D12) - Bane (D12) [4:24]
9. ファイン・ライン (エミネム) - Fine Line (Eminem) [5:08]
10. トゥイステッド (スカイラー・グレイ、エミネム、イェラウルフ) - Twisted (Skylar Grey, Eminem and Yelawolf) [4:59]
11. ライト・フォー・ミー (エミネム) - Right For Me (Eminem) [4:58]
12. デトロイト・Vs・エブリバディ (エミネム、ロイス・ダ・ファイブ・ナイン、ビッグ・ショーン、デニー・ブラウン、デジ・ローフ、トリック・トリック) - Detroit Vs. Everybody (Eminem, Royce da 5'9", Big Sean, Danny Brown, Dej Loaf and Trick-Trick) [5:57]
13. ティル・イッツ・ゴーン (イェラウルフ) - Till It's Gone (Yelawolf) [4:38]　(ボーナス・トラック)

Disc V
1. アイ・ゲット・マネー (50セント) - I Get Money (50 Cent) [3:44]
2. パープル・ピルズ (D12) - Purple Pills (D12) [5:05]
3. ルーズ・ユアセルフ (エミネム) - Lose Yourself (Eminem) [5:22]
4. クライ・ナウ [シェイディ・リミックス] (オービー・トライス、クナイヴァ、ボビー・クリークウォーター、キャシス、スタック・クオ) - Cry Now [Shady Remix] (Obie Trice, Kuniva, Bobby Creekwater, Cashis, Stat Quo) [5:11]
5. レッツ・ロール (イェラウルフ) - Let's Roll (Yelawolf) [3:57]
6. ハマー・ダンス (スローターハウス) - Hammer Dance (Slaughterhouse) [4:05]
7. ピ・ン・プ (50セント) - P.I.M.P. (50 Cent) [4:10]
8. ユー・ドント・ノウ (エミネム、50セント、キャシス、ロイド・バンクス) - You Don't Know (Eminem, 50 Cent, Cashis and Lloyd Banks) [4:19]
9. マイ・バンド (D12) - My Band (D12) [5:00]
10. ワナ・ノウ (オービー・トライス) - Wanna Know (Obie Trice) [4:05]
11. ワンクスタ (50セント) - Wanksta (50 Cent) [3:40]
12. ザ・セットアップ (オービー・トライス Feat. ネイト・ドッグ) - The Setup (Obie Trice Feat. Nate Dogg) [3:14]
13. イン・ダ・クラブ (50セント) - In Da Club (50 Cent) [3:15]
14. ファイト・ミュージック (D12) - Fight Music (D12) [4:22]
15. ポップ・ザ・トランク (イェラウルフ) - Pop The Trunk (Yelawolf) [3:49]
16. ルーズ・ユアセルフ [オリジナル・デモ・ヴァージョン] (エミネム) - Lose Yourself [Demo Version] (Eminem) [5:22]